# Publius Aelius Ligus
Publius Aelius Ligus war ein römischer Staatsmann in der ersten Hälfte des 2. Jahrhunderts v. Chr.
Wohl im Jahre 175 v. Chr. Prätor, erreichte er drei Jahre später den Konsulat, während welchem er für Ligurien zuständig war, woher er wohl auch sein Cognomen bezog. Bemerkenswert war sein Konsulat, weil er und sein Kollege Gaius Popillius Laenas die ersten Plebejer waren, die gemeinsam das Amt führten. Das gesamte Amtsjahr war geprägt durch Streit mit dem Senat, da sein Kollege einen Senatsbeschluss blockierte, der das Verhalten seines Bruders Marcus Popillius Laenas gegen die Ligurer aus dem Vorjahr betraf, und sich Aelius diesem anschloss. Im Jahre 167 v. Chr. war Aelius zusammen mit Gnaeus Baebius Tamphilus, Gaius Cicereius, Publius Terentius Tuscivicanus und Publius Manilius (vielleicht Vater des gleichnamigen Konsuls von 120 v. Chr.) Mitglied einer fünfköpfigen Kommission, die in Illyrien mit dem Prätor Lucius Anicius Gallus die Verhältnisse ordnen sollte.
Anders als die Aelii Paeti und die Aelii Tuberones versank diese Linie der Aelier wieder in der Bedeutungslosigkeit. Einen Nachfahren darf man wohl in dem Volkstribunen Aelius Ligus erblicken, der 58 v. Chr. mit Publius Clodius Pulcher gegen Marcus Tullius Cicero agitierte.

## Quelle
Titus Livius, Römische Geschichte, Buch 42,10 und 21 (Konflikt mit dem Senat)